# Undergroundowy hip-hop
Undergroundowy hip-hop, czasem nazywany hip-hopem undergroundowym – termin zbiorczy dla muzyki hip-hopowej poza ogólnym kanonem komercyjnym. Jest zwykle kojarzony z niezależnymi artystami, podpisanymi z niezależnymi wytwórniami lub bez wytwórni. Undergroundowy hip-hop często charakteryzuje się społecznie świadomymi, pozytywnymi lub antykomercyjnymi tekstami. Nie ma jednak motywu jednoczącego ani uniwersalnego – według AllMusic, „nie ma on sonicznych uwarunkowań”. Termin „underground” odnosi się również do społeczności muzyków, fanów i innych osób wspierających niekomercyjną lub niezależną muzykę. Sceny muzyczne silnie związane z undergroundowym hip-hopem obejmują alternatywny hip-hop i świadomy hip-hop. Wielu artystów, którzy są obecnie uważani za „undergroundowych”, mogli już nawet przebić się do listy przebojów Billboard 200.

## Style
Undergroundowy hip-hop obejmuje kilka różnych stylów muzycznych. Liczne akty w książce How to Rap są opisane jako undergroundowe, świadome, politycznie lub społecznie, są to np.: B. Dolan, Brother Ali, Diabolic, Immortal Technique, Jedi Mind Tricks, Micranots, Mr. Lif, Murs, Little Brother, P.O.S, Zion I oraz wielu innych.
Undergroundowi artyści z uznanymi przez krytyków albumami to Atmosphere, Binary Star, Blu, Cannibal Ox, Company Flow, Del the Funky Homosapien, Freestyle Fellowship, Hieroglyphics, Juggaknots, Jurassic 5, Kool Keith, Little Brother, MF Doom, Non Phixion, Planet Asia, RJD2, MC TP, Ammar Kazi oraz wielu innych.
Ponadto wielu artystów undergroundowego hip-hopu zostało oklaskiwanych za artystyczne i poetyckie wykorzystanie ich tekstów, takich jak Aesop Rock, Lil 808, Aceyalone, Busdriver, Cage, CunninLynguists, Dessa, Doomtree, El-P, Eyedea & Abilities, Itslordjoshua, Illogic, Onry Ozzborn, MF Doom, Rob Sonic, Sage Francis, Shad, Sleep oraz wielu innych.
Niektórzy artyści undergroundowi tworzą muzykę celebrującą podstawowe elementy lub filary kultury hip-hopowej, na przykład Classified, Dilated Peoples, People Under The Stairs i Fashawn, których muzyka „przypomina złoty wiek hip-hopu”.

## Wczesne początki
W początkowych latach gatunku jakim jest hip-hop zdecydowana jego większość z definicji była muzyką undergroundową. Chociaż The Sugarhill Gang odniósł komercyjny sukces w 1979 roku, większość artystów nie podzieliła tego szczęścia aż do połowy lat osiemdziesiątych. Debiutancki album grupy hip-hopowej Ultramagnetic MCs pt. Critical Beatdown (1988) jest postrzegany jako jeden z najwcześniejszych przykładów „undergroundowego hip hopu”. Opisywano, że album był charakterystyczny dla tego, co później nazwano „undergroundowym hip-hopem”. Nowojorski undergroundowy raper Kool Keith odniósł znaczący sukces swoim albumem Dr. Octagonecologyst, zyskując więcej uwagi niż jakikolwiek współczesny niezależny album hip-hopowy „od dłuższego czasu”. Stretch Armstrong and Bobbito Show był znanym undergroundowym programem radiowym, nadawany w WKCR, a później WQHT w Nowym Jorku od 1990 do 1999 roku. Występowali tam raperzy, tacy jak The Notorious B.I.G., Big L, Jay-Z i Eminem, a także grupy takie jak Wu-Tang Clan, Mobb Deep i Fugees, wszystkie zanim zdobyły jakąkolwiek popularność. [23] W 1999 roku Prince Paul i Breeze Brewin stworzyli jeden z pierwszych albumów opery rapowej, zatytułowany A Prince Among Thieves. Magazyn Rolling Stone dał albumowi ocenę 4,5/5.

## Undergroundowi raperzy
Lista nie jest kompletna, możesz ją uzupełnić używając przypisów
- Pouya[25][26]
- $uicideboy$[27]
- Fat Nick[28]
- Ramirez[29]
- Ghostemane[30]
- Bones[31]
- Lil Peep[32]